# Leno et Rosemary LaBianca
Les époux LaBianca, Pasqualino Antonio dit Leno (6 août 1925 - 10 août 1969) et Rosemary (15 décembre 1930 - 10 août 1969), sont les victimes de la seconde nuit de meurtres perpétrés par des membres du clan de Charles Manson, qui se faisait appeler « la famille Manson (en) ».

## Leno LaBianca
Leno LaBianca avait 44 ans lors de son assassinat. Né à Los Angeles, il étudie à l'université de Californie du Sud et devient président de Gateway Market, une chaîne de supermarchés. Son entourage le décrit comme un homme tranquille mais il fut prouvé après sa mort qu'il pariait souvent aux courses et qu'il avait une dette de 230 000 dollars.

## Assassinats
Le dimanche 10 août 1969, les cadavres de Leno et Rosemary LaBianca sont découverts à leur domicile par leurs enfants, Frank Struthers Jr. et Suzan, accompagnés de l'ami de cette dernière. Le trio trouve le corps de Leno dans le salon, il est allongé par terre sur le dos, un coussin et une taie d'oreiller trempés de sang lui couvrent le visage. Ils quittent précipitamment la maison et appellent les secours depuis une maison voisine. La police découvrira le corps de Rosemary dans sa chambre, gisant sur le ventre au milieu d'une énorme flaque de sang, elle aussi a une taie d'oreiller et un fil électrique autour du cou. Quant à Leno, ses deux mains sont liées dans son dos avec une lanière de cuir et son estomac est transpercé par une fourchette. Sur son ventre est écrit « WAR » (« guerre »). Il porte les traces de douze coups de couteau et quatorze incisions causées par la fourchette. 

### Faits
Dans la nuit du 9 au 10 août, Charles Manson, Tex Watson, Susan Atkins, Patricia Krenwinkel, Linda Kasabian et Leslie Van Houten tournent à bord d'une Ford blanche dans le quartier Los Feliz de Los Angeles à la recherche d'une maison propice à un second meurtre (la veille a eu lieu la tuerie chez Sharon Tate qui a fait cinq victimes). Ils arrêtent finalement leur choix sur une grande maison blanche située au 3301 Waverly Drive. En mars 1968, Charles Manson était venu avec des membres de la « famille » à une fête dans une maison voisine.
Vers 1 h 30 du matin, Charles Manson et Tex Watson pénètrent dans le salon de la maison où ils trouvent Leno LaBianca, endormi sur un canapé, qu'ils réveillent. Ils assurent Leno qu'ils n'en veulent qu'à ses biens et qu'il ne risque rien. Après l'avoir ligoté, il lui demandent si quelqu'un d'autre se trouve dans la maison. Sur les indications de Leno, Manson va ensuite dans la chambre de Rosemary LaBianca et la ramène au salon ; il lui a permis de passer une robe par-dessus sa chemise de nuit. Après avoir récupéré tout l'argent liquide disponible dans la maison, Manson fait renvoyer Rosemary dans sa chambre par Watson, celui-ci lui passe une taie d'oreiller sur la tête et le fil d'une lampe autour du cou. Watson demande à Rosemary de rester calme dans sa chambre et retourne dans le living-room, Charles Manson quitte alors la maison.
Après quelques minutes, Leslie Van Houten et Patricia Krenwinkel entrent dans la maison et Watson leur demande d'aller dans la chambre. Tex arrache le pyjama de Leno LaBianca et le frappe avec un couteau. Rosemary LaBianca entend son mari crier et commence elle-même à hurler et à se débattre, toujours aveuglée par la taie d'oreiller. Krenwinkel et Van Houten appellent Watson à l'aide, celui-ci laisse Leno en sang et arrive dans la chambre où Rosemary, debout, fait voler la lampe du fil électrique utilisé autour de son cou. Watson la poignarde jusqu'à ce qu'elle tombe ; elle sera poignardée quarante-et-une fois par ses trois agresseurs.
Quand Watson revient dans le living, Leno LaBianca est toujours vivant, Watson le poignarde à nouveau (il a reçu huit coups au ventre avec le couteau de Tex) tandis que Krenwinkel lui crible le corps de coups de fourchette, qu'elle lui laissera plantée dans le ventre et lui porte quatre coups de couteau à la gorge avec un couteau de cuisine qui restera dans la plaie. Après avoir gravé le mot « War » (« guerre ») sur son abdomen, ils lui mettent la tête dans une taie d'oreiller.
Avec son sang, les deux filles écrivent Death to pigs (« mort aux porcs ») et Rise (« lève-toi ») sur le mur. Katie écrira sur le frigo « Healter Skelter » (le fameux Helter Skelter mal orthographié, qui signifie « désordonné »), titre d'une chanson des Beatles (en réalité en référence aux toboggans en spirale qu'on peut trouver dans les jardins d'enfants).
Après les meurtres, les membres de la « famille » resteront dans la maison, certains mangeront ce qu'ils trouveront dans le réfrigérateur, joueront avec le chien du couple assassiné et se doucheront avant de faire du stop pour rentrer au ranch.

## Dans la culture populaire
En 2018, Dan Olivo interprète Leno LaBianca dans le long métrage Charlie Says de Mary Harron.